# Barique
Barique ist ein osttimoresischer Suco im Verwaltungsamt Barique (ehemals Barique/Natarbora) in der Gemeinde Manatuto. Der Ortsname leitet sich aus dem malaiischen Wort „Perigi“ ab, was „Quelle“ bedeutet.

## Geographie

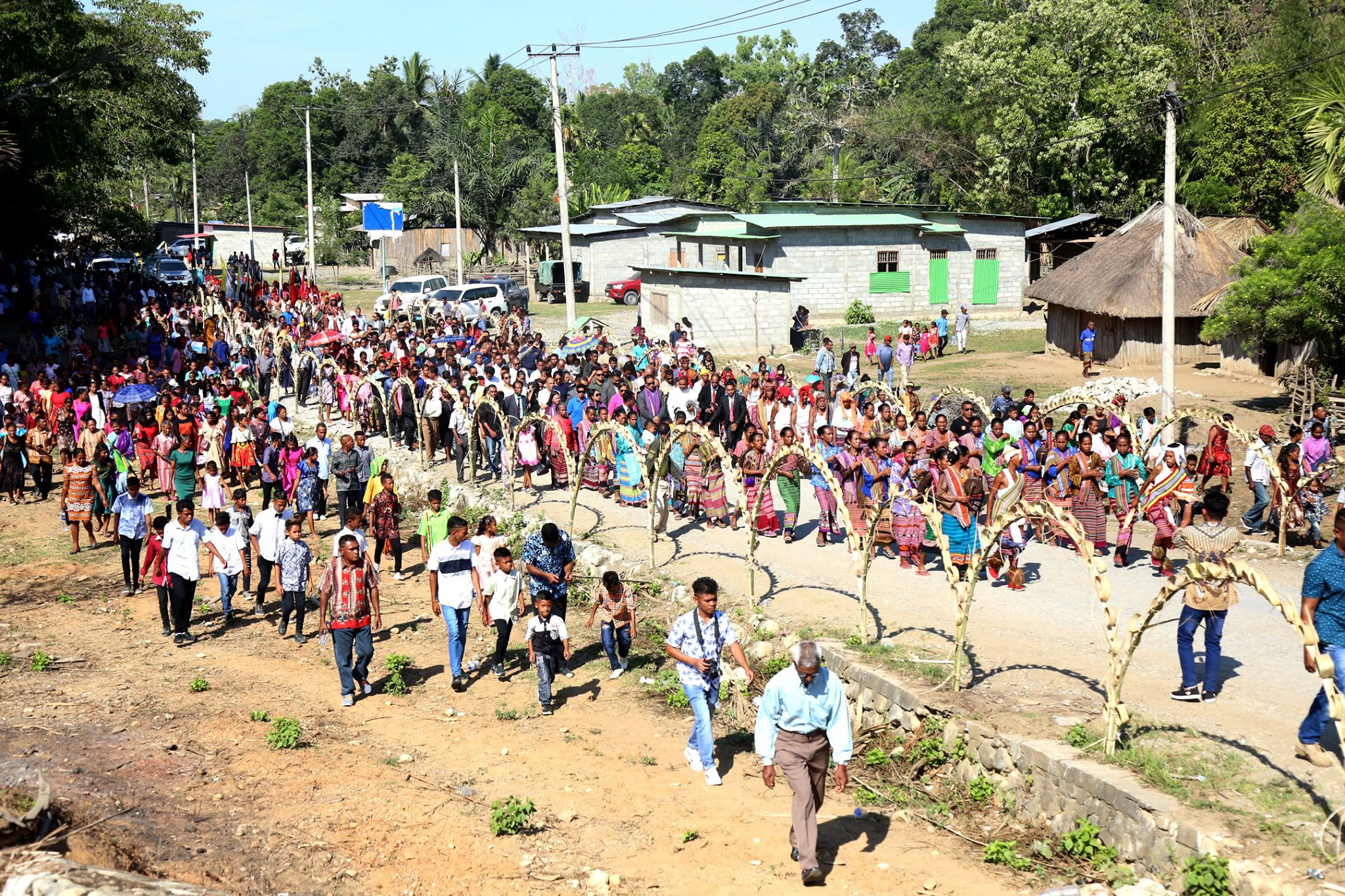
Prozession zur Einweihung der Pfarrkirche von Barique (2019)

Der Suco Barique bildet den Norden des gleichnamigen Verwaltungsamts. Er reicht hier bis an die Verwaltungsämter Laleia (Suco Cairui) und Manatuto (Suco Cribas). Im Westen liegen die Verwaltungsämter Laclubar (Sucos Fatumaquerec und Orlalan) und Soibada (Suco Samoro und Leo-Hat), weiter südlich der Suco Manehat und im Südwesten grenzt Barique an den Suco Fatuwaque. Im Osten liegt das Verwaltungsamt Lacluta (Gemeinde Viqueque) mit seinen Sucos Ahic und Laline. Fast auf der gesamten Länge wird die Grenze vom Rio Dilor gebildet, dem wichtigsten Fluss der Region. Der Melac und Leci, Quellflüsse des Dilor, entspringen im Norden von Barique. Der Melac bildet die Grenze zu Laline. Der Leci verlässt Barique nach Laline und fließt dort in den Leec, der zusammen mit dem Melac den Dilor bildet. Kurz darauf trifft der Fluss Buco, der im Suco Orlalan entspringt, auf den Dilor. Ein linker Nebenfluss des Buco ist der Nabaonada. Er fließt entlang der Grenze zwischen den Sucos Leo-Hat und Barique. Der Tacabucan entspringt in Barique und fließt in den Dilor. Der Ribeira Culacao entspringt im Nordosten von Manehat und folgt dann grob der Grenze zwischen den Sucos Fatuwaque und Barique bis zu seiner Mündung in den Dilor. Ein rechter Nebenfluss des Culacao ist der Motobeca. Der Dilor bildet an der Grenze zu Viqueque an einer Stelle einen größeren See mit mehreren kleinen Inseln. Im Nordwesten von Barique entspringt der Haeraun, ein Nebenfluss des Laleias. Der Haeraun fließt nach Norden in den Suco Cribas. Die Landschaft des Sucos ist größtenteils bergig. Im Norden erreichen die Berge Höhen von über 1100 m.
Barique hat eine Fläche von 122,13 km² und teilt sich in die zwei Aldeias Caunua und Weubani.
Das Dorf Barique liegt etwa 66 km in Luftlinie südöstlich von der Landeshauptstadt Dili und knapp 37 km südlich der Gemeindehauptstadt Manatuto. Der Ort liegt auf einer Meereshöhe von 301 m. Nur etwas weiter südlich liegen die Dörfer Caunua und Weubani (Webani). Die einzige Straße des Sucos verbindet Barique mit der südlichen Küstenstraße, einer der Hauptverkehrswege Osttimors. Allerdings ist diese immer wieder unterbrochen. Für die Parlamentswahlen in Osttimor 2007  mussten die Wahlurnen mit Trägern und Pferden nach Barique gebracht und wieder abgeholt werden. In Barique gibt es eine Grundschule (Escola Primaria Barique), einen Gesundheitsposten und einen Hubschrauberlandeplatz. Hier steht auch die Pfarrkirche Nossa Senhora da Imaculada Conceição de Barique, die 2019 eingeweiht wurde.

## Einwohner
Im Suco Barique leben 565 Einwohner (2022), davon sind 288 Männer und 277 Frauen. Im Suco gibt es 103 Haushalte. Fast 45 % der Einwohner geben Tetum Terik als ihre Muttersprache an. Über 34 % sprechen Habun, 8,5 % Midiki, über 8 % Idaté, 2,5 % Tetum Prasa, Minderheiten Galoli, Mambai oder Lolein.

## Geschichte

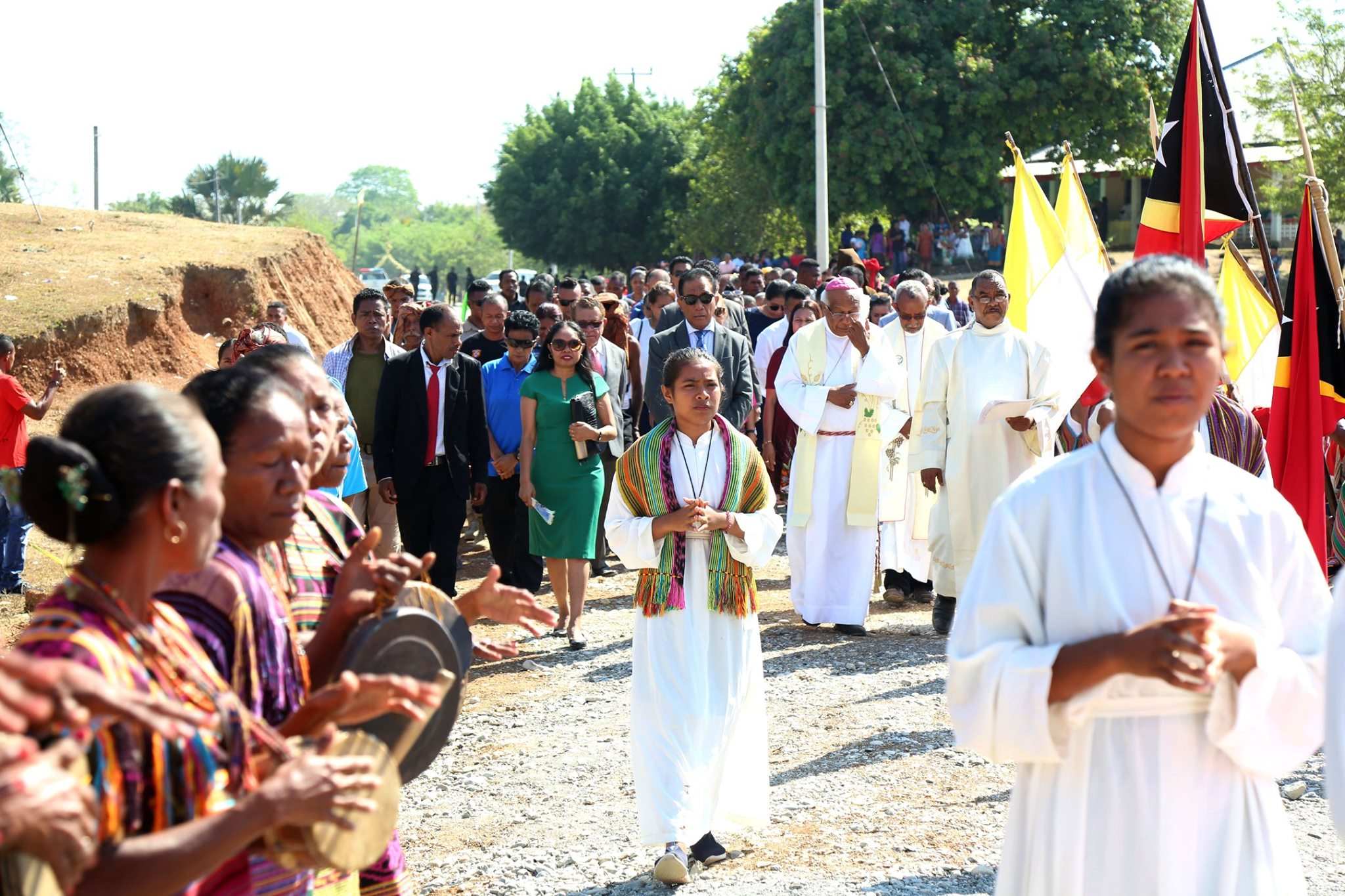
Einweihung der Kirche von Barique (2019)

Barique war eines der traditionellen Reiche Timors, die von einem Liurai regiert wurden. Es erscheint auf einer Liste von Afonso de Castro, einem ehemaligen Gouverneur von Portugiesisch-Timor, die 47 Reiche im Jahre 1868 aufführt. Während der Rebellion in Cowa leistete Barique der portugiesischen Kolonialmacht Waffenhilfe.
Im Zweiten Weltkrieg bombardierte die australische Luftwaffe am 17. Mai 1943 den Ort Barique mit B-25-Bombern im Kampf gegen die Japaner.
1976 war Barique ein Rückzugsgebiet der FALINTIL, die gegen die indonesischen Invasoren kämpfte. Hier gründeten sie eine base de apoio, eine Widerstandsbasis, die Zuflucht für Flüchtlinge aus Natarbora, Laclubar, Barique und Same bot. Später wurde die Basis von den Indonesiern zerstört.
1981 sollten 700 Familien aus Barique und dem ganzen damaligen Distrikt Viqueque nach Atauro deportiert werden. Das Eingreifen des Administrators von Lacluta verhinderte letztlich, dass Familien aus seinem Subdistrikt auf die Insel gehen mussten. Von den anderen starben viele an Hunger, Krankheiten und den Klimawechsel. Erst 1985/1986 kehrten einige Deportierte wieder in ihre alte Heimat zurück.

## Politik
Bei den Wahlen von 2004/2005 wurde Estevão dos Anjos zum Chefe de Suco gewählt. Bei den Wahlen 2009 gewann Alexandrino Soares und 2016 Francisco da Costa.

## Persönlichkeiten
- Bernardo Lopes (* 1955), Unabhängigkeitskämpfer, Lehrer und Beamter